# Gondomar SC
Gondomar Sport Clube – portugalski klub piłkarski grający w Campeonato de Portugal (IV poziom rozgrywkowy), mający siedzibę w mieście Gondomar.

## Historia
Klub został założony w 1921 roku. W 1986 roku Gondomar SC po raz pierwszy wystąpił w Pucharze Portugalii. W 1. rundzie uległ wówczas 1:2 zespołowi FC Marco. W 2003 roku Gondomar SC dotarł do 1/16 finału Pucharu Portugalii. W 1/32 finału pokonał Benfikę 1:0 w Lizbonie, a z 1/16 odpadł po porażce 0:1 z FC Paços de Ferreira.
W sezonie 2003/2004 Gondomar SC wywalczył mistrzostwo Segunda Divisão i po raz pierwszy w swojej historii awansował do Segunda Liga (II ligi portugalskiej). Grał w niej przez pięć kolejnych sezonów. W sezonie 2008/2009 zajął ostatnie 16. miejsce w Segunda Liga i wrócił do Segunda Divisão.

## Stadion

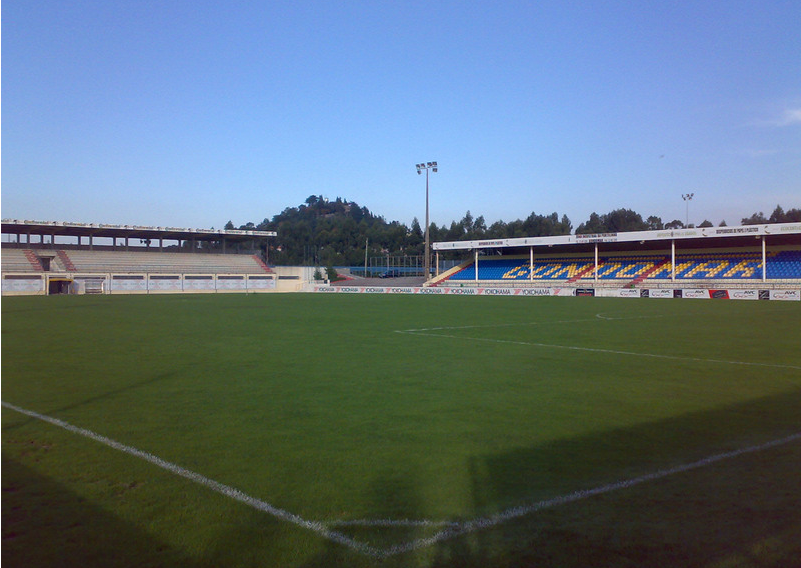
Estádio de São Miguel, stadion klubu

Domowe mecze klub rozgrywa na stadionie o nazwie Estádio de São Miguel w Gondomar, który może pomieścić 2450 widzów.

## Reprezentanci kraju grający w klubie
Stan na maj 2016.
| - Petit - Jorge Silva - Bodunha - Evandro Brandão - Jaime Miguel Linares - Nicolás Canales - Loukima Tamukini - Moses Sakyi - Boubacar Fofana - Vladimir Gomes | - Braíma Injai - Almami Moreira - Gilberto Adul Seidi - Fernando Aguiar - Carlos Fumo Gonçalves - David Mendieta - Edson Cruz - Eduardo Fernandes - Nene Miranda - Dino Djiba |